# Isaac Beeckman
Pour les articles homonymes, voir Beeckman.
Isaac Beeckman est un mathématicien, physicien, médecin et philosophe né à Middelbourg dans les Provinces-Unies (aujourd'hui dans les Pays-Bas) le 10 décembre 1588 et mort le 19 mai 1637  à Dordrecht. Il décrit en 1614 le rapport entre la longueur et la fréquence de vibration des cordes vibrantes. Il était en relation avec Marin Mersenne, Pierre Gassendi et René Descartes ; à travers ce dernier, il a eu de l'influence dans l'histoire des sciences.

Onde sur une corde vibrante

## Biographie

### Origines
Originaire de Hees, Hendrick, le trisaïeul d'Isaac Beeckman, s'installe dans le Brabant ; son aîné, Gérard devient fabricant de chandelles à Tournout et son fils à lui, Hendrick, vient au monde en 1520. Majordome à la cour d'Andrea Doria, et ami de Chiappino Vitelli (it), le grand-père d'Isaac Beeckman épouse une jeune fille de Kos, Mariette, qui lui donne douze enfants, dont seul survit assez longtemps à Abraham, le père du mathématicien.
Réfugié à Londres et converti au protestantisme, Hendrick contracte un second mariage après la mort de sa première femme ; son fils Abraham quitte Londres vers 1585 pour la ville de Middelbourg. Il épouse le 10 janvier 1588 Suzanne van Rhee, elle-même issue d'une lignée de protestants exilés en Angleterre puis à Middelbourg. Abraham et son épouse s'établissent au « marché aux bestiaux » de cette ville. Isaac y naît, à 10 heures du soir un 10 décembre, puis viennent ses deux frères, Jacob et Danie et ses sœurs, Suzanne, Janneken, Sara, Marie et enfin Gerson, et deux jumeaux.

### Études et carrière d’enseignant
Isaac entre à l’école à sept ans. Il compose des poésies dès l’âge de onze ans, ainsi qu’une pièce de théâtre de 500 vers, jouée devant un public d’amis et de voisins. À douze ans, il est pensionnaire d’Adolphe Blesius, recteur de l’école d'Arnemuiden. En 1602, il suit son maître, nommé recteur à Veere ; il quitte cette école à la mort de Blesius en 1607.
De 1607 à 1610, Beeckman étudie la philosophie et la linguistique à Leyde. Il a aussi pour maître Jan van den Brœcke, professeur spécialisé dans l’étude des sciences, chez qui il fait un stage de trois mois en 1607 et Henricus Ainsworth, d’Amsterdam, hébraïste de renom, qu’il rejoint en 1608. Son frère Jacob l’accompagne dans ces études. Il assiste également à quelques leçons de Rodolphe Snellius (en), qui lui enseigne la nouvelle logique non aristotélicienne, et de son fils, Willebrord Snell.
En 1610, alors que Jacob poursuit ses études à l’université de Franeker, Isaac Beeckman s’installe chez son père. Ce dernier compte que son aîné reprendra son commerce de tuiles et deviendra comme lui un maître couvreur renommé. En 1611, après son apprentissage de « chandelier » et s'étant fixé à Zierikzee, Issac prête donc le serment civique nécessaire à l’exercice de ce métier. Mais il n’a pas renoncé à poursuivre ses humanités et il s’embarque en 1612 pour Saumur (où se trouve l’académie protestante de Philippe Duplessis-Mornay) en passant par Rouen.
À Saumur en 1612, il se lie d’amitié avec quelques élèves, De Fos et Antonius Aemilius (de), puis il revient en Hollande la même année en compagnie de Jacques Schooten et de Jean Bourgois. Il manque se faire assassiner par des brigands lors de son retour, puis visite Amsterdam et revient à Zierikzee vers novembre. L’année suivante, il est autorisé à prêcher par l’église de Schoowen.
En 1614 il revient à Leyde, et en 1615 il visite Anvers et Bruxelles. La même année, son ami Schooten épouse sa sœur Janneken. Il commande plusieurs articles de médecine, délaisse son affaire au profit d’un cousin l’année suivante. Il visite alors l’Angleterre et revient en 1617 à Middelbourg, où il épaule Philippe van Lansberge dans ses dernières expériences astronomiques.
Il loge alors chez son frère, à Veere, et continue ses études de médecine. Probablement vers cette époque, il rencontre Cateline de Cerf-van Exem, âgée de seize ans, qu’il épousera ; puis il se déplace à Bréda en mai 1618.
En août 1618, il s’embarque pour Caen en compagnie de son oncle Jan Pieterz van Rhee ; il y est examiné et admis une semaine après son arrivée. Le 6 août 1618, il défend les propositions qu’il a fait imprimer, après quoi on lui remet le bonnet de médecin. En septembre de la même année, il revient en Hollande s’installer à Bréda. Il affirme dans son journal s’y être occupé d’amours. Selon Adrien Baillet, il y rencontre Descartes devant un placard proposant en flamand un défi mathématique. Le philosophe se présente à lui comme « poitevin » :
« Hier, qui était le 10 novembre, à Bréda, un Français du Poitou (Gallus Picto) s'efforçait de prouver qu'en réalité il n'existe point d'angles… 
23 novembre - Mon Poitevin… dit qu'à part moi, il n'a jamais rencontré personne qui unît si étroitement dans ses études la physique et la mathématique. »
Leur amitié se développe autour de problèmes que pose Beeckman et qui portent sur la gravitation, l’hydrostatique ou la chaînette. Descartes ne lui donne d’ailleurs pas de réponse sur cette courbe, sinon qu’elle est complexe. Ils projettent de composer un traité de mécanique et Beeckman donne à lire à Descartes ses notes, qui en retour lui offre un Compendium musicae. Le philosophe écrira ultérieurement :

« Je m'endormais, et vous m'avez réveillé ; vous seul avez secoué ma paresse et vous avez rappelé à ma mémoire mon érudition qui en était presque sortie. »

En 1619, Beeckman revient à Middlebourg et commence sa correspondance avec Descartes. Il voyage à Dordrecht, et Veere, puis en compagnie de son père, il visite Gorcum, Rotterdam, Delft et Brielle. Il renonce à exercer la médecine. L'année suivante, il prend des cours de chant (sans grand succès), auprès de Avrard Verhaer puis retourne à Middlebourg et se marie, le 20 avril, avec Cateline de Cerf. Il se fixe par la suite à Rotterdam auprès de son frère Jacob, devenu recteur de l'école érasmienne. Il enseigne la logique et dirige les « disputes » des étudiants. Il n'en poursuit pas moins parallèlement son métier de couvreur.
Parmi ses élèves, il retrouve en 1623 le fils de Simon Stevin (professeur à Leyde et Saumur), qui lui laisse copier quelques manuscrits de son père. Il se lie avec Henri Reneri. En 1625, il devient co-recteur de l'école érasmienne ; il est chargé de procéder à l'unification des programmes des écoles latines.
Beeckman compte parmi les hommes les plus cultivés de son époque, en tant que physicien, médecin. Philosophe naturaliste, il propose une mathématisation des connaissances en sciences. La curiosité de Beeckman l’entraîne à être beaucoup plus proche des artisans, techniciens et ingénieurs que ne sont en général les universitaires de cette période. En 1626, il fonde à Rotterdam un Collegium mechanicum, un groupe d'échange sur des sujets techniques. En 1627, il est nommé recteur de la nouvelle école latine de Dordrecht. La population de cette ville, la seconde par importance en Hollande, est éblouie par son savoir, et lui prête des vertus extraordinaires. Mais, au courant de ces mêmes années, Beeckman perd la plupart des enfants que lui donne sa femme Cateline, son père, et sa mère (en juin 1629) et son frère Jacob (le 27 août).
En 1628 (?) Descartes écrit les Règles pour la direction de l'esprit et se brouille avec Beeckman, qu'il accuse avec violence et de façon injuste de s'être approprié les inventions du Compendium.
Parmi ses rencontres de 1629, figure un des élèves de Simon Stevin, le mathématicien lorrain Albert Girard. Beeckman sollicite son entretien au mois de juillet par l'entremise d'un ami commun, nommé Canaye. Ce dernier, pour lui faire connaître l'ingénieur militaire des Nassau, leur donne à souper au camp de Bois-le-Duc. À cette occasion, Beeckman remarque que « tous ces gens-là sont pour le mouvement de la Terre ».
La même année, son ami André Rivet fait rencontrer Beeckman et le père minime Marin Mersenne. L'été de la même année, il rencontre Pierre Gassendi, partisan comme lui de la physique atomique d'Épicure. Dans les années qui suivent, il réalise quelques observations astronomiques avec Martin van den Hove (Hortensius) et en 1631, après sa brouille avec le philosophe, il retrouve René Descartes, désormais fixé à Leyde. C'est par son intermédiaire que le professeur royal Jan Stampioen pose ses problèmes mathématiques au philosophe de la Haye.
En 1634, il donne à Descartes le livre de Galilée condamné l'année précédente par l'Inquisition.

### Les dernières années
En 1634, la peste sévit à Dordrecht. Beeckman songe à se retirer. Lui et sa femme font leur testament le 24 mars 1635. Mersenne lui envoie en 1636 les œuvres de Girard Desargues. Il fait partie des professeurs chargés d'examiner les méthodes de Laurens Real[Qui ?] fondées sur la détermination des satellites de Jupiter afin de repérer en mer les longitudes. Beeckman avait vu ses frères mourir de phtisie ; persuadé qu'il finirait de même, il prenait son poids quotidiennement. Myope, atteint depuis 1631 de cataracte, il meurt en effet lui-même de tuberculose, le 19 mai 1637 , à la veille d'une nouvelle vague de peste.

## Pensée

### Journal

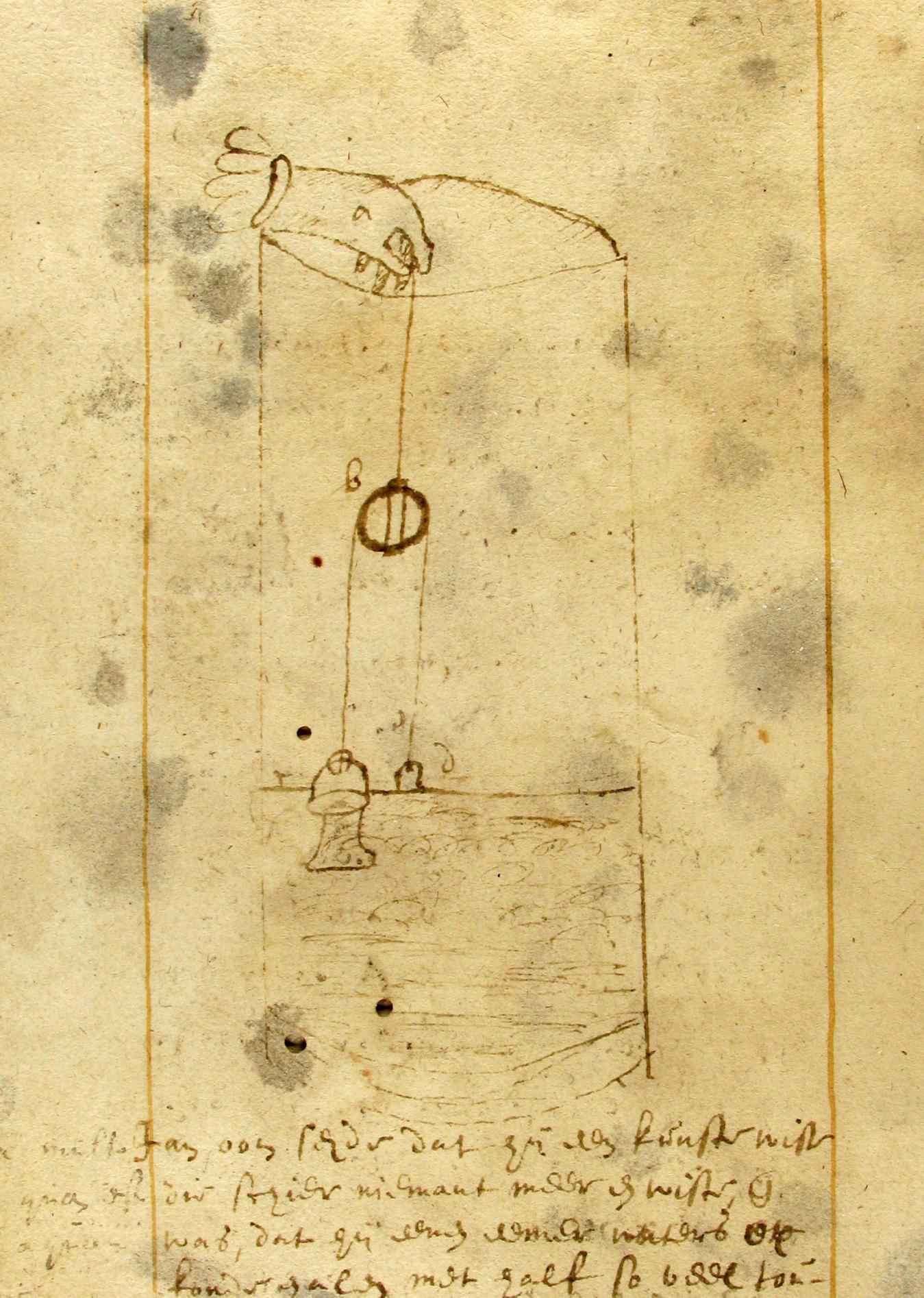
Dessin tiré du Journal, 18 juillet 1612

Les détails de la vie de Beeckman sont connus par son journal, qu’il tient à jour avec précision. Redécouvert par Cornelis de Waard en 1905 dans les archives municipales de Middelbourg, il a été édité par lui et reste une source précieuse d’informations sur Beeckman et Descartes, son élève en 1618 et son ami par la suite. Le journal nous trace l’image d’un Beeckman chercheur travaillant dans la même direction que les grands penseurs de cette fin de Renaissance.
Beeckman entretient des relations suivies avec le père minime Marin Mersenne. Il fait partie avec les Snellius père et fils et Simon Stevin de la nouvelle vague de scientifiques, proche des astronomes Tycho Brahe et Kepler, du philosophe Francis Bacon, de William Gilbert et de William Harvey.
Son journal nous éclaire sur ses relations avec Descartes. Descartes fut d’abord un élève de Beeckman, qui lui ouvre les portes du savoir, l’incite à travailler et lui insuffle l’enthousiasme pour les sciences. Descartes en est conscient et remerciera plusieurs fois son maître et ami de l’avoir poussé dans cette voie. Il lui offre en 1619 un abrégé de musique Compendium musicae qu’il a écrit en 1618. Mais leur amitié n’est pas sans heurt, et lors des brouilles fréquentes (1629), Descartes peut se montrer très injuste, et ingrat, vis-à-vis de Beeckman.

### Philosophie
Beeckman est un chercheur. Son contemporain, le mathématicien et philosophe Pierre Gassendi dit de lui qu’il est le « meilleur philosophe qu’[il ait] encore rencontré ». La première qualité de Beeckman est sa curiosité naturelle. Malheureusement, ce désir d’accroître encore et toujours ses connaissances l’empêche de mettre au point son approche très originale de la philosophie de la nature. Il est aussi à l’origine d’un essai sur une preuve de l’existence de Dieu.

### Science
La conception que Beeckman a de l’univers est atomiste. Il a été influencé par le poème De rerum natura de Lucrèce, ainsi que par la pensée de Démocrite. Il met en place en même temps que Sébastien Basson mais de façon indépendante le concept de molécule et développe l’idée qu’une substance physico-chimique peut être conçue comme un agrégat de particules secondaires composées d’atomes classiques.

### Contributions
Beeckman s’est intéressé à de nombreuses innovations de son époque, du télescope jusqu’au sous-marin de Cornelis Drebbel.
On lui doit une réflexion sur les cordes vibrantes, pour lesquelles il démontre en 1614 que la fréquence de vibration est inversement proportionnelle à leur longueur. Plus généralement, Beeckman réfléchit sur la génération de sons. Il estime que le phénomène peut être expliqué en termes de mécanique et de façon corpusculaire.

Onde stationnaire

Beeckman est un praticien qui a toujours cherché à éclairer la science par l’expérience et à lui donner des applications techniques. Il s’oppose ainsi aux scolastiques leur reprochant de raisonner dans le vide et d’utiliser des arguments anthropomorphes. Il met en pratique ses convictions en analysant le fonctionnement d’une pompe (1615) et en émettant une théorie sur la pression de l’air (1629). Il est opposé à la théorie défendue à cette époque (notamment par Descartes) selon laquelle la nature aurait horreur du vide.
Si Beeckman est parfois cité comme un précurseur sur le principe de l’inertie et de la chute des corps, la conception du mouvement qu’il expose dans son journal n’est pas sans poser quelques problèmes. En effet, il ne semble pas faire la distinction entre le mouvement uniforme rectiligne et le mouvement uniforme circulaire, affirmant pour les deux que, dans le vide, un mouvement uniforme se poursuivra inchangé — on sait de nos jours que le mouvement circulaire nécessite une force centrale.
Il considère — correctement — qu'un corps qui tombe subit une accélération, mais voit la gravité comme agissant par à-coups.
Beeckman a créé la première station météorologique de l'histoire ; elle était constituée d'un thermomètre et d'une girouette.

## Œuvres

### Ouvrages
- Theses de febre tertiana intermittente, 1618 — Thèse, université de Caen.
- Loci communes sunt formae omnium rerum agendarum virtutum vitiorumque aliorumque communium, thematum communes, quae fere in usum variasque rerum humanarum ac litterarum causas incidere possunt, 1628-1634
- Colloquia et dictionariolum octo linguarum Latinae, Gallicae, Belgicae, Teutonicae, Hispanicae, Italicae, Anglicae et Portugallicae. Liber omnibus linguarum studiosis domi ac foris necessarius = Colloquim oftt samen sprekingẽ met eenen Vocabulaer in acht spraken, Latjn, Francoys, Neerduysch, Hoochduytsch, Spaens, Italiaens, Enghels, ende Portugysch, Amsterdam, Cloppenburg, 1631
- Mathematico-physicarum meditationum, quaestionum, solutionum centuria, 1644

### Journal
- Journal tenu par Isaac Beeckman de 1604 à 1634, 4 vol., édition et commentaires de Cornelis de Waard, La Haye, Martinus Nijhoff, 1939–1953 — Numérisation : Digitale Bibliotheek voor de Nederlandse Letteren

### Correspondance
- Brief van Isaac Beeckman (1588-1637) aan André Rivet (1572-1651)
- Brief van Isaac Beeckman aan J. van Assche ; Brief van Justinus van Assche aan Isaac Beeckman
- デカルト=ベークマン往復書簡考(上) (traduction en japonais de la correspondance avec Descartes)

## Dans la culture
- Il y a à Kapelle en Zélande une « académie » Isaac Beeckman[11].
- Il y a à Middelbourg, sa ville natale, une rue Isaac Beeckman[12].